# Álex Remiro
Alejandro "Álex" Remiro Gargallo (Cascante, 24 maart 1995) is een Spaans voetballer die bij Real Sociedad als doelman speelt. Hij verruilde Athletic Bilbao in juli 2019 voor Real Sociedad. Remiro debuteerde in 2024 in het Spaans voetbalelftal.

## Clubcarrière

### Athletic Bilbao
Remiro speelde in de jeugd voor EF Aluvión Cascante en Athletic Bilbao. Tijdens het seizoen 2012/13 en het seizoen 2013/14 speelde hij achtentwintig competitieduels voor CD Baskonia, een satellietclub van Athletic Bilbao. In mei 2014 werd de doelman bij het tweede elftal gehaald. Gedurende het seizoen 2014/15 speelde hij in totaal 23 competitieduels, waarmee hij een aandeel had in de promotie naar de Segunda División. Op 24 augustus 2015 debuteerde Remiro op het op een-na-hoogste niveau in Spanje tegen Girona. Hij keepte 33 wedstrijden dat seizoen voor het tweede elftal, wat zijn totaal op 56 bracht voor de satellietclub.
De volgende twee seizoenen werd hij uitgehuurd aan Levante en SD Huesca, waarmee hij voor laatstgenoemde significant vaker speelde. Vervolgens zat hij nog één seizoen zonder zijn debuut te maken op de bank bij het eerste elftal van Athletic Bilbao.

### Real Sociedad
In de zomer van 2019 trok Remiro transfervrij naar Real Sociedad, waar hij een contract tekende voor vier seizoenen tot de zomer van 2023. Hij maakte op 26 september 2019 zijn debuut voor Real Sociedad, in een 3-0 overwinning op Deportivo Alavés, waarna hij snel eerste doelman werd. Dat seizoen bereikte Real Sociedad de finale van de Copa del Rey, die door de coronapandemie een jaar later werd gespeeld. Op 3 april 2021 stond Remiro in de basis tijdens die finale, waarin uitgerekend Athletic met 1-0 verslagen werd.
Op 22 oktober 2020 maakte Remiro tegen HNK Rijeka zijn debuut in de Europa League, in een 1-0 overwinning. Dat seizoen miste Remiro in alle competities slechts één wedstrijd. In het seizoen 2022/23 eindigde Real Sociedad als vierde in de competitie, waardoor Remiro na drie seizoenen in de Europa League voor het eerst zijn opwachting mocht maken in de Champions League. Hij maakte op 20 september 2023 tegen Internazionale zijn debuut in die competitie.

## Clubstatistieken
| Seizoen | Club            | Competitie         | Competitie | Competitie | Beker | Beker | Overig | Overig | Totaal | Totaal |
| Seizoen | Club            | Competitie         | Wed.       | Dlp.       | Wed.  | Dlp.  | Wed.   | Dlp.   | Wed.   | Dlp.   |
| ------- | --------------- | ------------------ | ---------- | ---------- | ----- | ----- | ------ | ------ | ------ | ------ |
| 2014/15 | Bilbao Athletic | Segunda División B | 23         | 0          | –     | –     | –      | –      | 23     | 0      |
| 2015/16 | Bilbao Athletic | Segunda División A | 33         | 0          | –     | –     | –      | –      | 33     | 0      |
| 2016/17 | → Levante       | Segunda División A | 4          | 0          | 0     | 0     | –      | –      | 4      | 0      |
| 2017/18 | → SD Huesca     | Segunda División A | 41         | 0          | 0     | 0     | –      | –      | 41     | 0      |
| 2018/19 | Athletic Bilbao | Primera División   | 0          | 0          | 0     | 0     | –      | –      | 0      | 0      |
| 2019/20 | Real Sociedad   | Primera División   | 25         | 0          | 7     | 0     | –      | –      | 32     | 0      |
| 2020/21 | Real Sociedad   | Primera División   | 38         | 0          | 3     | 0     | 7      | 0      | 48     | 0      |
| 2021/22 | Real Sociedad   | Primera División   | 35         | 0          | 2     | 0     | 5      | 0      | 42     | 0      |
| 2022/23 | Real Sociedad   | Primera División   | 38         | 0          | 4     | 0     | 8      | 0      | 50     | 0      |
| 2023/24 | Real Sociedad   | Primera División   | 37         | 0          | 4     | 0     | 8      | 0      | 49     | 0      |
| 2024/25 | Real Sociedad   | Primera División   | 0          | 0          | 0     | 0     | 0      | 0      | 0      | 0      |
| TOTAAL  | TOTAAL          | TOTAAL             | 274        | 0          | 20    | 0     | 28     | 0      | 322    | 0      |

Bijgewerkt op 13 juli 2024.

## Interlandcarrière
Remiro vertegenwoordigde Spanje bij diverse nationale jeugdreeksen. In 2013 debuteerde hij in Spanje –19, waarvoor hij in totaal vijf interlands speelde. Remiro debuteerde op 22 maart 2024 in het eerste elftal van Spanje, toen hij in de rust David Raya verving in het met 0–1 verloren oefenduel met Colombia. Hij werd op 7 juni 2024 door bondscoach Luis de la Fuente opgenomen in de Spaanse selectie voor het EK 2024 in Duitsland en fungeerde als derde doelman op dat toernooi. Spanje won zijn groepswedstrijden tegen Kroatië, Italië en Albanië voordat het in de knock-outfase Georgië, Duitsland en Frankrijk uitschakelde. De finale werd met 2–1 gewonnen tegen Engeland, waarmee Spanje voor de vierde keer Europees kampioen werd. Remiro kwam op het toernooi niet in actie.
| Interlands van Álex Remiro voor Spanje | Interlands van Álex Remiro voor Spanje | Interlands van Álex Remiro voor Spanje | Interlands van Álex Remiro voor Spanje | Interlands van Álex Remiro voor Spanje | Interlands van Álex Remiro voor Spanje |
| №                                      | Datum                                  | Wedstrijd                              | Uitslag                                | Competitie                             | Goals                                  |
| Als speler bij Real Sociedad           | Als speler bij Real Sociedad           | Als speler bij Real Sociedad           | Als speler bij Real Sociedad           | Als speler bij Real Sociedad           | Als speler bij Real Sociedad           |
| -------------------------------------- | -------------------------------------- | -------------------------------------- | -------------------------------------- | -------------------------------------- | -------------------------------------- |
| 1.                                     | 22 maart 2024                          | Colombia – Spanje                      | 1 – 0                                  | Vriendschappelijk                      |                                        |

Bijgewerkt op 9 juli 2024.

## Erelijst
| Competitie             | Aantal        | Jaren         |
| Real Sociedad          | Real Sociedad | Real Sociedad |
| ---------------------- | ------------- | ------------- |
| Copa del Rey           | 1×            | 2019/20       |
| Spanje                 |               |               |
| Europees kampioenschap | 1x            | 2024          |